# Begonia per-dusenii
Espèce
Synonymes
- Begonia chapecoensis Brade[1]
- Begonia schubertiana Irmsch.[1]

Begonia per-dusenii est une espèce de plantes de la famille des Begoniaceae.
L'espèce fait partie de la section Ephemera.
Elle a été décrite en 1953 par Alexander Curt Brade (1881-1971).
Son épithète spécifique per-dusenii rend hommage au botaniste suédois Per Karl Hjalmar Dusén qui l'avait récoltée à Herval d'Oeste.
En 2018, l'espèce a été assignée à une nouvelle section Ephemera, au cycle annuel, au lieu de la section Begonia.

## Répartition géographique
Cette espèce est originaire du pays suivant : Brésil.